# Danepork
Danepork A/S er en dansk producent af svinekød, der driver et svineslagteri ved Randbøldal i Sydjylland. Slagtergården St. Lihme A/S blev etableret i 1989. I 2011 skiftede de navn til Danepork. Virksomheden er ejet af Leo Grønvall. De har ca. 350 ansatte. I 2021 udvidede de kapaciteten til slagtning af 1 mio. grise om året.